# Eta Scuti
Eta Scuti (η Sct / HD 175751 / HR 7149 / HIP 93026) és un estel a la constel·lació de l'Escut, l'escut. De magnitud aparent +4,83, és la sisena més brillant de la seva constel·lació, després de α, β, ζ, γ i δ Scuti. S'hi troba a 207 anys llum del sistema solar.
Eta Scuti és una gegant taronja de tipus espectral K2III amb una temperatura efectiva entre 4.645 i 4.710 K. És 54 vegades més lluminosa que el Sol i té un diàmetre unes 11 vegades més gran que el diàmetre solar, comparable al de la coneguda Pòl·lux (β Geminorum), la gegant taronja més propera a nosaltres. Gira sobre si mateixa amb una velocitat de rotació projectada de 3,0 km/s.
Eta Scuti ostenta un contingut metàl·lic comparable al solar, sent el seu índex de metal·licitat [Fe/H] entorn de +0,02. Quant a la seva edat, aquesta s'estima en 2.800 milions d'anys. Amb una massa estimada de 1,42 masses solars, la seva cinemàtica correspon a la d'un estel pertanyent al denominat «corrent d'Hèrcules»; aquest és un grup gran estels en les rodalies del Sistema Solar amb una velocitat de rotació entorn del centre galàctic que difereix significativament de la que tenen la gran majoria dels estels de la Via Làctia.